# Kapanga
Kapanga is een geslacht van spinnen uit de  familie van de Hahniidae (kamstaartjes).

## Soorten
- Kapanga alta Forster, 1970
- Kapanga festiva Forster, 1970
- Kapanga grana Forster, 1970
- Kapanga hickmani (Forster, 1964)
- Kapanga isulata (Forster, 1970)
- Kapanga luana Forster, 1970
- Kapanga mana Forster, 1970
- Kapanga manga Forster, 1970
- Kapanga solitaria (Bryant, 1935)
- Kapanga wiltoni Forster, 1970